# MG 08
MG 08 (нем. Maschinengewehr 08) — 7,92-мм вариант станкового пулемёта Максима, выпускался в Германии с 1908 года и применялся в Первую мировую войну. К началу Второй мировой войны MG 08 был уже устаревшим оружием, его применение в вермахте объяснялось только нехваткой более современных пулемётов.

## Описание
Как и в пулемёте «Максим», автоматика MG 08 работает по системе использования отдачи ствола.
| Вид затвора                                                                              | Затвор типа «коленного сустава» |
| Количество нарезов ствола                                                                | четыре правосторонних |
| прицел пулемёта                                                                          | \| открытый передвижной прицел \| ПВО-прицел \| \| ---------------------------------------------------------------------------------------- \| ----------------------------------- \| \| - 400 до 2000 м - 700 м каждые 100 м по поднимающей - с 700 м каждые 50 м по поднимающей \| - круговая прорезь - круговая мушка \| |
| Вес с держателем барабана и шлангом без воды и ленты                                     | 20,5 кг |
| Масса охлаждающей жидкости (воды)                                                        | 4 кг |
| Вес салазок                                                                              | 40 кг |
| Вес станка                                                                               | 32,30 кг |
| Безопасное расстояние в направлении выстрела                                             | 5000 м |
| Боковое безопасное расстояние                                                            | 1000 м |
| открытый передвижной прицел                                                              | ПВО-прицел |
| - 400 до 2000 м - 700 м каждые 100 м по поднимающей - с 700 м каждые 50 м по поднимающей | - круговая прорезь - круговая мушка |

## Модификации
В 1915 году MG 08 был модифицирован — стала применяться двуногая сошка (взамен четырёхногого станка), а также добавлена пистолетная рукоятка. Модифицированный пулемёт стал называться MG 08/15. Помимо модификаций, его отличало от оригинала уменьшение массы (на 18 кг) и улучшенная мобильность на поле боя. Первое боевое применение облегченного MG 08 состоялось в 1917 году в ходе наступления Нивеля. На протяжении 1917 и 1918 годов в немецкие войска поступало всё больше MG 08/15, и к концу войны он стал основным пулемётов Рейхсхеера. Всего к концу войны немецкая промышленность произвела 130 тысяч пулеметов MG 08/15, тогда как MG 08 было выпущено 72 тысячи.
Версия с воздушным охлаждением LMG 08/15 (luftgekühltes Maschinengewehr) была разработана в качестве авиационного пулемёта. В нём отсутствовали кожух водяного охлаждения, сошки и рукоятка, а охлаждение производилось с помощью набегающего потока.
В 1918 году был запущен в производство пулемёт с воздушным охлаждением MG 08/18, который весил 15 кг. По сути он уже являлся оружием поддержки пехоты, а не оружием обороны, что позволило применять его в наступательных операциях на поздних этапах Первой мировой войны, однако до завершения боевых действий в войска поступило лишь несколько сотен пулеметов данной модификации.
Примерно в то же время предпринимались попытки приспособить механизм пулемёта под пистолетный патрон 9 × 19 мм Парабеллум, однако дальше прототипа данный пистолет-пулемёт так и не ушёл.

## MG 18 TuF
Незадолго до завершения Первой мировой войны немцы сконструировали крупнокалиберную версию MG 08 — MG 18 TuF под противотанковый патрон 13,25×92 мм SR для борьбы с английскими танками. Однако в связи с поражением Германии, планировавшаяся к выпуску серия была закрыта.

## Страны-эксплуатанты
- Германская империя: в 1908 г. был принят на вооружение германской армии, являлся основным немецким пулемётом первой мировой войны
- Австро-Венгрия: использовался в ходе первой мировой войны
- Болгария — к 14 октября 1915 года на вооружении болгарской армии имелось 88 пулемётов MG.08, в дальнейшем болгарская армия получила дополнительное количество пулемётов[3], после окончания первой мировой войны пулемёты MG.08 остались на вооружении болгарской армии и по состоянию на 9 сентября 1944 года MG.08 являлись одним из двух основных типов станкового пулемёта болгарской армии (вторым образцом был австрийский «шварцлозе»)[4]
- Финляндия — пулемёты находились на вооружении высадившихся 3 апреля 1918 года в Финляндии немецких войск, в дальнейшем некоторое количество оказалось в распоряжении финской армии и использовалось в ходе гражданской войны в Финляндии. В 1919 году ещё около 100 шт. было поставлено из Франции, но в 1924 году большинство пулемётов этого типа были проданы в Польшу. 14 июня 1941 года из Германии было получено ещё 998 шт., которые использовались в финской армии до конца второй мировой войны, после чего находившиеся в плохом техническом состоянии пулемёты были списаны и превращены в металлолом, а оставшиеся — переданы на хранение. В 1951 году на хранении оставалось 620 шт., последние пулемёты были проданы в 1959—1960 гг.[5].
- Веймарская республика: на вооружении рейхсвера
- Польша: в 1918—1939 гг. станковые пулемёты MG 08 находились на вооружении польской армии под наименованием ckm Maxim wz. 08[6], после оккупации Польши в сентябре 1939 года польские пулемёты поступили в распоряжение немецкого командования под наименованием sMG.248(p)
- Нидерланды: после окончания первой мировой войны пулемёты MG 08 были приняты на вооружение голландской армии под наименованием Spandau M.25, после немецкой оккупации Голландии в 1940 году трофейные пулемёты поступили в распоряжение немецкого командования[7]
- Китайская Республика — был принят на вооружение армии гоминьдана, выпускался на китайских предприятиях под обозначением Тип-24[8]
- Нацистская Германия: с 1936 года постепенно заменялся в дивизиях «первой линии» на MG 34, к началу Второй мировой войны на вооружении вермахта имелось 42 722 пулемёта MG 08 различных модификаций (в основном, станковых MG 08, а также меньшее количество ручных пулемётов MG 08/15 и MG 08/18).
- Югославия — трофейные пулемёты MG08 использовались сербской армией в ходе первой мировой войны и после её окончания остались на вооружении югославской армии. После оккупации Югославии немецкими войсками в апреле 1941 года трофейные пулемёты югославской армии поступили в распоряжение немецкого военного командования и использовались под наименованием Schweres Maschinengewehr 248(j)
- СССР: пулемёты со складских запасов состояли на вооружении дивизий народного ополчения, применялись в ходе битвы за Москву[9]
- Вторая Испанская Республика — некоторое количество пулемётов использовалось в ходе войны в Испании[10]
- Вьетнам: Использовались китайские копии Тип-24 в Первой и Второй индокитайских войнах

## Галерея
- Трофеи РККА в Западной Белоруссии 1939
- Пулемёт «MG 08» с бронещитом.